# زیست‌فناوری
زیست‌فناوری یا بیوتکنولوژی، (به فرانسوی: Biotechnologie) به‌مفهوم به‌کارگیری سامانه‌های زیستی و جانداران برای تولید یا توسعه محصولات یا هر گونه کاربرد فناورانه که از سامانه‌های زیستی، جانداران یا مشتقات آن استفاده می‌کند تا محصولات یا فرایندهای خاصی را ایجاد یا اصلاح نماید، به‌کار برده‌ شد. به‌طور کلی هر گونه کنش هوشمندانه بشر در آفرینش، بهبود و عرضهٔ فراورده‌های گوناگون با استفاده از جانداران، به ویژه از راه دستکاری آن‌ها در سطح مولکولی و ژنتیکی در حوزه این مهم‌ترین، پاک‌ترین و اقتصادی‌ترین فناوری حاضر یعنی زیست‌فناوری، جای می‌گیرد. نام این دانش از این رو در ایران با نام «بیوتکنولوژی» شناخته می‌شود که تقریباً در همهٔ کشورهای جهان با همین نام شناخته می‌شود. پیش‌بینی می‌شود ارزش بازار جهانی زیست‌فناوری تا سال ۲۰۲۵ میلادی به ۷۲۷٫۱ میلیارد دلار آمریکا برسد.
زیست‌فناوری ازجمله واژه‌های پر سروصدای سال‌های گذشته است. این واژه را درست یا نادرست به مفهوم همه‌چیز برای مردم به‌کار می‌برند. بیوتکنولوژی را در یک تعریف کلی به‌کارگیری ریزاندامگان یا جانداران یا فرایندهای زیستی در صنایع تولیدی یا خدماتی دانسته‌اند. تعریف ساده این پدیدهٔ نوین عبارت است از دانشی که کاربرد یکپارچه علوم پایه‌ای مانند ژنتیک، زیست‌شیمی، زیست‌شناسی سلولی، بافت‌شناسی، میکروب‌شناسی و فناوری‌های تولید را در سامانه‌های زیستی به دلیل استفاده‌ای که در سرشت میان‌رشته‌ای علوم دارد مطالعه می‌کنند.

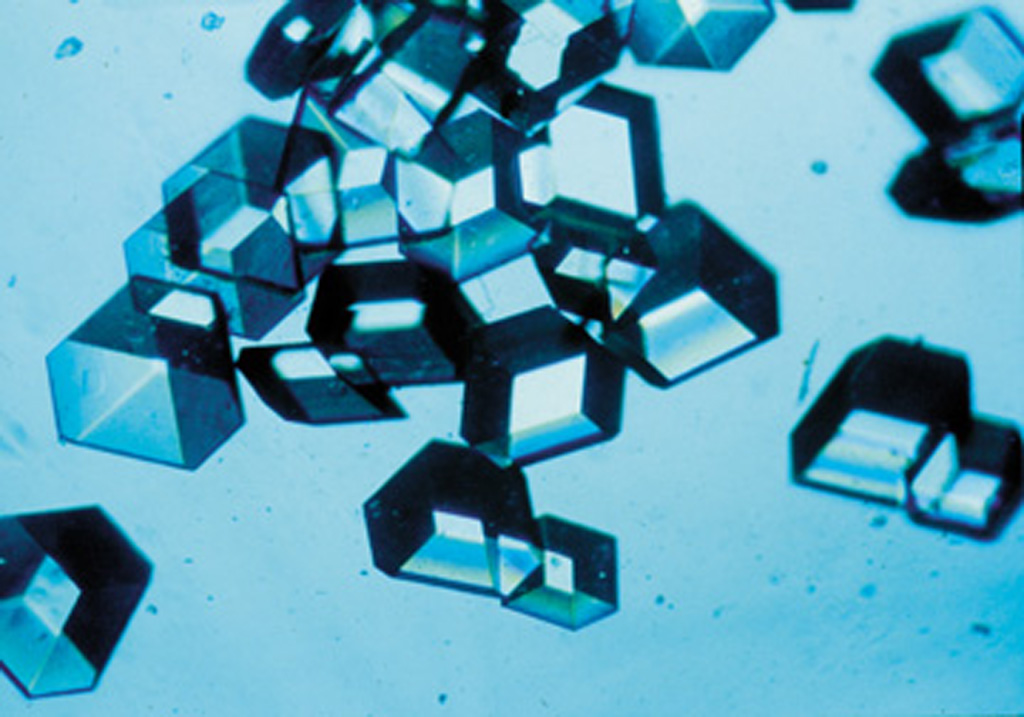
بلورهای میکروسکوپی انسولین که به‌وسیلهٔ زیست‌فناوری تولید شده‌اند

در یک تعریف دیگر زیست‌فناوری را چنین تشریح کرده‌اند:
فنونی که از جانداران برای ساخت یا تغییر محصولات، ارتقاء کیفی گیاهان یا جانوران و تغییر صفات میکروب‌ها برای کاربردهای ویژه استفاده می‌کنند. زیست‌فناوری به لحاظ ویژگی‌های ذاتی، خود دانشی میان‌رشته‌ای است. کاربرد این گونه دانش‌ها در مواردی است که ترکیب ایده‌های حاصل در طی همکاری چند رشته به تبلور قلمرویی با نظام جدید می‌انجامد و زمینه‌ها و روش‌شناسی خاص خود را دارد و در نهایت حاصل برهم‌کنش بخش‌های گوناگون زیست‌شناسی و مهندسی است. زیست‌فناوری در اصل هسته‌ای مرکزی و دارای دو جزء است: یک جزء آن در پی دستیابی به بهترین کاتالیزور برای یک فرایند یا عملکرد ویژه است و جزو دیگر سامانه یا واکنشگری است که کاتالیزورها در آن عمل می‌کنند. (به مهندسی ژنتیک، کشت سوسپانسیون سلولی، کشت سلول، کشت بافت و فرآوری زیستی مراجعه کنید)

## تاریخچه
پیشینهٔ به‌کارگیری میکروارگانیسم‌ها برای تولید مواد خوراکی مانند نان، سرکه، آبجو، ماست، شراب و پنیر به بیش از ۸ هزار سال پیش برمی‌گردد. نقش میکروارگانیسم‌ها در تولید الکل، و سرکه در سدهٔ پیش زمانی کشف شد، که گروهی از بازرگانان فرانسوی در جستجوی روشی بودند، تا از ترش‌شدن شراب و آبجو هنگام جابه‌جایی آن‌ها با کشتی به نقاط دور جلوگیری کنند. آنان از لویی پاستور درخواست کمک کردند. لویی پاستور پی‌برد که مخمرها در خلأ قند را به الکل تبدیل می‌کنند. این فرایند تخمیر بی‌هوازی نام دارد؛ و نیز دریافت که ترشیدگی، و آلودگی بر اثر فعالیت باکتری‌هایی است که الکل را در حضور اکسیژن به اسید استیک تبدیل می‌کنند.

## کاربردهای زیست‌فناوری

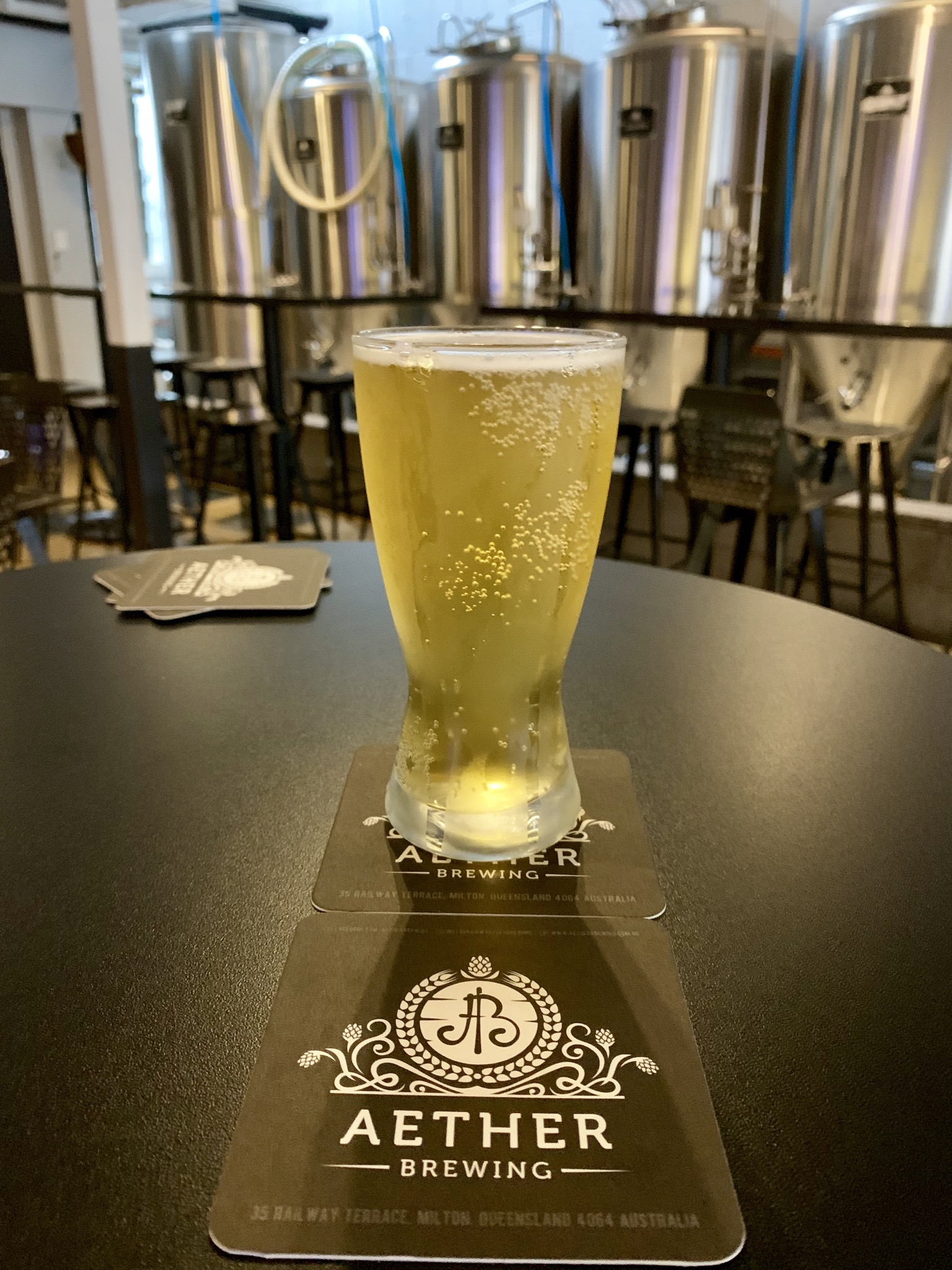
تولید مشروبات الکلی از کهن‌ترین کاربردهای سنتی دانش زیست‌فناوری در صنایع غذایی است که به چند علم پایه مانند زیست‌شیمی و میکروبیولوژی هم مربوط می‌شود.

کاربردهای سنتی زیست‌فناوری، شامل: به‌نژادی گیاهان، و دام، تهیهٔ نان، تهیه ماست، مشروبات الکلی، سرکه، ماست و پنیر بوده است. امروزه نیز با رایج‌شدن تخمیر صنعتی، رواج تولید پادزیست‌ها (آنتی‌بیوتیک‌ها)، تولید انسولین انسانی و اینترفرون آزمایشگاهی همچنین هم‌اکنون با پیدایش فناوری DNA نوترکیب، دستکاری ژن‌ها و انتقال ژن از یک جاندار به دیگری، یا به عبارت دیگر مهندسی ژنتیک، ظرفیت بهره‌گیری از این فناوری به گونهٔ فزآینده‌ای افزایش یافته است.
اکنون با توجه به افزایش بی‌رویهٔ جمعیت جهان و نیاز به تأمین مواد غذایی این جمعیت رو به تزاید، زیست‌فناوری کشاورزی مورد توجه ویژه است و محصولات تراریخته گوناگون پرمحصول و مقاوم کشاورزی مانند ذرت، برنج، سویا، گوجه فرنگی، گندم تولید و به‌کارگیری فنون نوین زیست‌فناوری در افزایش تولید شیر و گوشت دام مؤثر واقع شده‌اند. تراریزش برنج چند سالی است که در ایران آغاز شده است ولی به دلیل سرسخت بودن برنج به تراریزش که خود از دشوار بودن کشت‌بافت آن ناشی می‌شود، این رویکرد متوقف شده است و به بسیاری از ارقام برنج بومی ایرانی تعمیم نیافته است. اگرچه تلاش‌های اندکی به منظور کشت‌بافت برخی از ارقام برنج بومی ایرانی صورت پذیرفته است، این مهم نیازمند تلاش بیشتر پژوهشگران در این زمینه می‌باشد. لازم به ذکر است که قوانین در برخی کشورها از جمله کشور ما، مجوز تولید انبوه محصولات کشاورزی تراریخته را نداده است. از سوی دیگر محصولات کشاورزی دستکاری ژنتیکی شده، در بین افکار عمومی با استقبال خوبی رو به رو نشده است. 
تأمین سلامت و بهداشت جمعیت بیش از هفت میلیارد ساکنان کرهٔ زمین از طریق تولید داروهای نوترکیب و واکسن‌ها، دستیابی به روش‌های درمان کم‌هزینهٔ بیماری‌ها و یافتن درمان بیماری‌های بدون درمان و تشخیص سریع‌تر و موثرتر بیماری‌های گوناگون از جمله بیماری‌های ژنتیکی از وظایف زیست‌فناوری پزشکی است.
همچنین رویکرد جدید به محیط زیست در قرن کنونی و درنظرگرفتن آن به عنوان یک جزء از سرمایه ملی کشورها و لزوم حفظ آن با به‌کارگیری زیست‌فناوری از مهم‌ترین دغدغه‌های بشر در سده حاضر است. حذف مؤثر آلاینده‌های محیطی خطرناک از محیط زیست با استفاده از میکروارگانیسم‌های پالایشگر آلودگی و استفاده از فنون نگهداری ذخایر ژنتیکی کشور از جمله کاربردهای زیست‌فناوری در زمینهٔ محیط زیست است. کاربردهای زیست‌فناوری در صنعت که به تولید محصولات با صرف هزینه و انرژی کمتر، ضایعات اندک می‌انجامد و از همه مهم‌تر، کمترین اثر سوء بر محیط زیست را برجا می‌گذارد، باعث شد که از این فناوری به عنوان یکی از پاک‌ترین بخش‌های صنعت یاد شود. زیست‌فناوری همچنین تولید محصولاتی که پیش‌تر از روش‌های دیگر امکان تولید آن وجود نداشته یا بسیار سخت و دشوار بوده است، ممکن ساخته است.

### در صنعت نساجی
کاربرد زیست‌فناوری در مهندسی نساجی، از حدود ۱۰۰ سال پیش، با به‌کارگیری آنزیم‌های آمیلاز استخراج شده از مالت برای زدودن آهارهای نشاسته‌ای آغاز شد. امروزه با پیشرفت زیست‌فناوری، راه‌حل‌های کم هزینه و مؤثر فزاینده‌ای در فرایندهای نساجی به وجود آمده است. با پیشرفت‌های صنعت نساجی، کاهش هزینه در تولید انبوه ضروری به نظر می‌رسد. زیست‌فناوری می‌تواند در هر مرحله از تولید و فرایندهای تکمیلی آن، از مواد اولیه الیاف تا مرحله تصفیهٔ پساب، باعث صرفه جویی در هزینه‌ها شود. این فناوری، علاوه بر کاهش هزینه، با کاهش مضرات زیست‌محیطی ناشی از شوینده‌ها و مواد شیمیایی، منجر به ایجاد صنعت دوست دار محیط زیست می‌گردد. از طریق زیست‌فناوری و استفاده از مواد جایگزین با آثار جانبی کمتر به جای مواد شیمیایی رایج در صنعت نساجی، نه تنها مشکل آلودگی زیست‌محیطی حل می‌شود، بلکه کیفیت و پایداری عملیات نیز بهتر می‌گردد. البته کاربردهای عملی امروزی بیشتر شامل به‌کارگیری آنزیم‌ها به ویژه آمیلازها در آهارگیری، سلولازها در زیست پرداخت کالاهای سلولزی و سنگ‌شویی کالاهای جین، پروتئازها در فرآوری پشم و ابریشم و بالاخره آنزیم‌ها در شوینده‌ها می‌باشد. دورنمای استفاده از زیست‌فناوری در سایر زمینه‌ها نیز مورد توجه پژوهشگران بوده و در حال پیشرفت است.

## زیست‌فناوری در ایران

### پیشینه‌ی زیست‌فناوری در ایران
حدود ۳۰ سال از عمر این فناوری نو می‌گذرد و ایران نیز سرمایه‌گذاری‌هایی را برای تربیت نیروی انسانی و ایجاد چند مرکز پژوهشی آغاز کرده است. مؤسسهٔ واکسن و سرم‌سازی رازی و انستیتو پاستور از مؤسسات کهن ایران هستند که در زمینهٔ تولید سرم و واکسن از زیست‌فناوری استفاده می‌کنند. اما نخستین مرکز تخصصی زیست‌فناوری دو دههٔ پیش در سازمان پژوهش‌های علمی و صنعتی ایران شکل گرفت. بعد از آن مرکز ملی تحقیقات مهندسی ژنتیک و موسسات پژوهشی دیگر در بخش‌های مختلف به‌ویژه دانشگاه‌ها فعال‌تر شدند. در دهه‌ی ۷۰ گروهی از سوی وزارتخانه‌های علوم، جهاد کشاورزی و بهداشت و درمان به خارج اعزام شدند و با بازگشت این گروه، فعالیت‌های پژوهشی رونق گرفت. در سال ۱۳۷۹ گروه زیست‌فناوری به درخواست متخصصان و به دستور محمد خاتمی، رئیس‌جمهور وقت، در وزارت علوم تشکیل شد و برنامهٔ ملی زیست‌فناوری نتایج فعالیت این گروه است. به دنبال پیشرفت‌های حاصل شده و اقدامات شورای عالی زیست فناوری، شورای عالی انقلاب فرهنگی در اسفندماه ۱۳۹۰ سند تشکیل ستاد توسعه‌ی زیست‌فناوری را تصویب نمود و این ستاد ذیل معاونت علمی و فناوری رئیس‌جمهور تأسیس گردید.

### مدرسهٔ ملی زیست‌فناوری ایران
مدرسه‌ی ملی زیست‌فناوری ایران توسط انستیتو پاستور و با حمایت ستاد توسعه‌ی زیست‌فناوری معاونت علمی و فناوری ریاست‌جمهوری راه‌اندازی شده است. دبیر علمی برنامه داریوش نوروزیان و دبیر اجرایی آن مجید مسگر طهرانی است. هدف از برگزاری این مدرسه، افزایش مهارت‌آموزی و فن‌آموزی دانش‌آموختگان حوزه‌ی علوم زیست‌فناوری است.

### تولیدات زیست‌فناوری ایران
تولیدات زیست‌فناوری ایران نیز عبارتند از: سرم و واکسن(بیشتر به روش بیوتکنولوژی سنتی)، کشت‌بافت گیاهی، کود و سموم بیولوژیک، فراورده‌های میکروبی و کیت‌های تشخیصی، برخی از مواد دارویی مثل آنتی‌بیوتیک‌ها، هورمون‌ها و فاکتورهای پروتئینی که با روش‌های بیوتکنولوژی و مهندسی ژنتیک تولید می‌شوند و در مراحل مختلف آزمایشگاهی تا تولید قرار دارند. مواد شیمیایی شامل الکل، اوره، استون و اسیداستیک نیز وجود دارند که تا حدودی در تولید آن‌ها از روش‌های بیوتکنولوژی استفاده می‌شود.

### شرکت‌های مطرح تولید محصولات زیست فناوری در ایران
سیناژن، یکی از پیش‌رو ترین شرکت‌های بیوتکنولوژی در ایران است که در سال ۱۳۷۳ تأسیس گردید. مطرح‌ترین داروی تولیدی این شرکت سینووکس است که داروی مورد نیاز بیماران ام‌اس می‌باشد. این محصول در کشور ایران به عنوان سومین تولیدکننده در جهان به بازار عرضه شد و در زمان خود سروصدای زیادی در سطح جهان به‌پا کرد. این محصول با همکاری انستیتو فراونهوفر آلمان تولید و صادر می‌شود.

### فراورده‌ها
فراورده‌های زیادی در دنیا به دست آمده از صنعت زیست‌فناوری است. در  ایران برخی از این محصولات عبارت است از:
1. اینترفرون بتا-۱ای با نام‌های تجاری سینووکس و رسیژن
2. اینترفرون گاما با نام تجاری گاما ایمونکس
3. آنزیم‌های زیست‌شناسی مولکولی مانند تک دی‌ان‌ای پلی‌مراز
4. کیت‌های تشخیص مولکولی بیماری‌ها
5. کیت‌های الیزا مانند کیت الیزای تشخیص ایدز
6. واکسن‌های نسل جدید مانند واکسن هپاتیت ب
7. داروهای جدید که در شرف ورود به بازار داخلی هستند مانند اینترفرون آلفا و استرپتوکیناز و اریتروپوئتین و اینترفرون بتا یک بی
8. داروهای جدید که وارد بازار داخلی شدند مانند آنژی پارس (Angipars)
9. هورمون محرک تخمک‌زایی (FSH)با نام سینال-اف و پاراتیروئید هورمون (PTH)با نام سینوپار و همچنین PEG-GCSF با نام پگاژن[۱۲]